# سابينا شاريبوفا
سابينا شاريبوفا مواليد 4 سبتمبر 1994 في طشقند، هي لاعبة كرة مضرب أوزبكستانية وتحتل حالياً المرتبة 201 (21 سبتمبر 2015) في تصنيف رابطة محترفات كرة المضرب. أعلى تصنيف لها كان 196.

## روابط خارجية
- سابينا شاريبوفا على موقع رابطة محترفات التنس (الإنجليزية)
- سابينا شاريبوفا على موقع الاتحاد الدولي لكرة المضرب (الإنجليزية)
- سابينا شاريبوفا على موقع كأس بيلي جين كينغ (الإنجليزية)
- سابينا شاريبوفا على موقع خلاصة التنس.كوم (الإنجليزية)
- سابينا شاريبوفا على موقع إي إس بي إن.كوم (الإنجليزية)